# ژاک گلاسمن
ژاک گلاسمن (انگلیسی: Jacques Glassmann؛ زادهٔ ۲۲ ژوئیهٔ ۱۹۶۲) بازیکن فوتبال اهل فرانسه است.
از باشگاه‌هایی که در آن بازی کرده‌است می‌توان به باشگاه فوتبال استراسبورگ و باشگاه فوتبال والنسین اشاره کرد.